# RaW HERO
『RaW HERO』（ロウヒーロー）は、平本アキラによる日本の漫画。講談社の漫画雑誌『イブニング』にて、2018年20号（2018年9月25日発売）から2020年17号（2020年8月11日発売）まで連載された。2019年2月14日より、講談社の公式YouTubeチャンネル「KODANSHAcojp」にて、動くマンガシリーズの1本として「イブニング★RaWHERO」が公開されている。

## あらすじ

### 1-2巻
就職活動中の青年・三浦千秋は、最終面接へ向かう途中に痴漢の犯行現場を目撃し助けに入る。その正義感を買われ、警視庁正義管理部（通称・正管）の只野氷一郎という男から勧誘される。千秋は不信感を募らせながらも、両親がおらず貧乏な暮らしをしている弟たちを養うため、只野の極秘任務を受ける。その任務とは悪の組織・特解戦線へのスパイであった。
千秋は先ず、特解戦線の傘下であるSALFカンパニーへの入社面接を突破することを命じられる。何の手掛かりも経験もなかった千秋だが、只野の用意したアイテム一式を駆使し白沢千秋を演じ切ることで、面接官であった幹部・是枝と、象怪人の旭山の票を得て組織への潜入に成功する。特解戦線特務部第7班へ仮配属となった千秋は早々に、組織に敵対する政治家の自宅襲撃に駆り出され、そこへ現れたヒーローの一撃により第7班のリーダー星龍が殺されてしまう。辛うじて離脱した千秋の人工呼吸で蘇生した星龍だが、それ以来千秋への態度が一変することになる。
その夜、いきつけの居酒屋で就職を祝っていた千秋は、漫画家を目指す女性渥美マリコと出会い、己の10年をぶつけるか否かで迷う彼女の背中を押す。
組織での経緯を只野に伝えた千秋は、特解戦線の大幹部ジェリー・Ｅ・フィッシュに接触しろという指令を受ける。大幹部に近づくためチームの信頼を得るべく星龍の好意をも利用する千秋は、自身の歓迎会にやってきたジェリーに当惑、下された次の指令である写真撮影にも苦難する。さらには正管幹部の大島なぎさと遭遇し戦闘。旭山が倒され、ジェリーとの交戦で大島がヒーローの姿へと変態する。

### 3-4巻
入院した旭山の見舞いに来た千秋は、そこで組織の真の目的を知り、大島との戦闘の功績で星龍に変わり第7班のリーダーに任命される。それを快く思わない星龍は反発するが、千秋の一撃を食らい改心し服従、怪人への思いを再燃させ改造を決意する。
一方、出版社への漫画の持ち込みが功を成し、編集者・辻井に褒められたマリコは、後押しのお礼として千秋ら家族に寿司を奢り、そのお返しにデートの誘いを受ける。しかし提案された日は辻井との打ち合わせと重なっており、悩んだマリコは千秋を同伴し現場に向かう。それを面白さを追求するセンスだと解釈した辻井の議論が白熱し、酔いつぶれた千秋を抱え3人はラブホテルで休憩、下半身をむき出しにした辻井が「本気を見せろ」とマリコに迫る。双方の誤解が爆発し辻井を病院送りにしたマリコは自暴自棄になり、思わず千秋はプロポーズをするのだった。
そんなある日、千秋の住むアパートへ隣人として越してきた女子高生美保野純に、千秋は女装を知られてしまう。彼の女装姿に一目惚れした純は、焦る千秋に同じコスプレ趣味だと告げるが、女装の秘密を盾に自分と交際することを強要する。その脅迫に激高した千秋に純は改めて惚れ直し、彼の初キスを奪い、秘密の交換として自分がヒーローチーム・ネコレンジャーの一員ネコピンクだと告げる。驚いた千秋は、自分がスパイだと知られないよう純に嫌われようとするが、反対に純は千秋に気に入られるべく、同じネコレンジャーのネコブルー・五月から伝授されたテクニックを行使し、純の貞操を強引に奪う計画を立てていた。

### 5-6巻
プロポーズをして以降連絡がないことに業を煮やしたマリコが、手料理をもって千秋のアパートに押し掛けると、そこには同じく料理を並べた純が待っており、千秋を巡る女の戦いが勃発する。為す術もなく戸惑う兄弟の前で、挑発を繰り返す純と応戦するマリコだが、ふいに千秋の唇を奪いさらにそれが2回目であることを告げる純の行動が勝敗を決する。硬直し言い訳もできない千秋に弟が叱咤し、置き忘れたバッグを持たせ部屋を出たマリコを追わせるが、純によって千秋は締め落とされそのまま彼女の部屋に拉致されてしまう。純に股間をまさぐられる中で目覚めた千秋は、マリコのバッグから出てきたジェリーの鞭を見て驚愕する。その鞭を千秋のペニスだと勘違いした純は、それを挿入する瞬間、電撃により気絶する。
数日後、三角関係と仕事への不信に弟たちから詰め寄られた千秋は、誠意を約束し、話をつけるため純の待つ居酒屋へ赴く。しかし一向に噛み合わないお互いの主張と勘違いしたままの純に、千秋は証拠としてペニスを露出するが、ちょうどその時店に入ってきたマリコにその姿を見られてしまう。さらに後日、純の連れてきた五月を含めた連携プレイで3Pされているところをも彼女に目撃され、完全な破局を迎えた千秋は自暴自棄になり街を彷徨う。しかし、ふいに立ち寄った歩道橋で、捨てられた大量のバナナの皮と星龍の動画を見て、彼の一途な努力と諦めの悪さに感涙した千秋は、再起を決意するのだった。
その頃、特解戦線では、屈辱的な記事を発表した出版社を襲撃する計画が進行する中、組織に潜り込んだスパイの特定に動き始めていた。そうとは知らず陽動作戦としてダミー爆弾を抱え出版社に正面から侵入した千秋らチームは大島と遭遇、一方、本隊として動いていた旭山チームの元にもヒーローが現れ、各所で戦闘が始まる。大島に追い詰められた千秋は自分が正管側であることを告白し、間一髪のところで上司の是枝に助けられ、彼女が自分と同じスパイであり大島の相棒であること、そして爆弾は本物で彼女らが爆破テロを利用して独自に動いていることを知る。その時、第7班のコバーンが突如現れ是枝を強引に連れ去って行く。コバーンの正体を看破した大島はヒーロー化し激突、千秋は星龍の元へ向かうが、彼が持つ爆弾のタイマーはすでに作動していた。最期の男気を見せ千秋を逃がした星龍とともに爆発するビル。それを一望できるタワーマンションの一室には、計画に無かったはずの爆発を見て呆然と立ち尽くすジェリーことマリコの姿があった。
出版社ビルの爆破事件後、大島と是枝の件により特解戦線の一斉検挙は免れたものの、千秋のタレコミによって逮捕されたマリコ。ハニートラップだったと絶望し彼がぶつける思いを拒絶するマリコだが、千秋は諦めず、何度でも彼女にプロポーズすることを誓うのだった。

## 登場人物

### 主要人物
三浦 千秋（みうら ちあき）
主人公で三浦三兄弟の長男。中性的な容姿の青年。
面接会場に向かうために電車に乗車中、只野の痴漢行為（実際には痴漢プレイだった）を目撃して咎めたのを機に彼に才能を見込まれ、警視庁警備局正義管理部に入る事を勧められる。
最初は断ったものの、タワーマンションに住みたいと願う千夏の寝言を聞いて、ヒーローになる決意をして正義管理部に入るが、特解戦線への潜入捜査の初日に只野の手違いによって、白沢千秋として女装しながらスパイ活動を行う事になる。
マリコとは順調に関係を深めていっていたが、千秋に一方的な愛情を持つ純とその同僚の五月のために誤解が生じ、そのまま破局してしまう。
ビル爆破事件後、只野の推薦で正義管理部の正規職員に就職する。
白沢 千秋（しろさわ ちあき）
特解戦線へのスパイ活動の為に千秋が女装した姿。元は只野が発案したピンサロの元アイドル・白沢天音というキャラクター。
後に活躍が認められ、第7班の新リーダーに任命される。
最初は只野が指定した衣装を着ていたが、最終的にこれに反発し、自身が着たい服を着るようになる。
渥美 マリコ（あつみ マリコ）
タワーマンションに住む漫画家を目指す女性。美人で抜群のプロポーションを持つが酒癖が悪く、思い込みが激しいネガティブ思考の持ち主。
泥酔していたところを千秋に介抱され、三浦三兄弟と交流するようになる。千秋と相思相愛であることを確認し彼からのプロポーズも受け入れるが、純を含めた三角関係や千秋に対する純と五月の度重なる愚行を目撃し、誤解したまま彼と破局する。
ビル爆破事件後、千秋のタレコミでジェリー・E・フィッシュとして逮捕された。
星 龍（ほし りゅう）
特解戦線特捜部第7班の前リーダー。
いつも威張っているが、実はかなりの小心者で、緊張すると机が揺れるほど体が震えることがある。
ヒーローとの戦闘で死にかけ千秋に人工呼吸で助けられて以来、彼を恋愛対象として見るようになる。後に告白し振られ、さらには彼が男性であることも知るが、それでも諦めない一途さとディープスロートすらマスターする根性を見せる。
千秋に対してのセクハラ行為や、戦闘における行動が仇となりリーダーの座を剥奪され、新リーダーとなった千秋に反発するが強烈なビンタを食らい服従、諦めていた改造を施し怪人化する。
その後、ビル爆破事件で千秋らを逃がし1人犠牲になったと思われていたが、物語最後で千秋が立ち寄ったコンビニエンスストアにて記憶をなくしさらに改造が進んだ姿で店員として働く。

### 三浦家
千秋の家族。ボロボロのアパートに弟2人との3人で暮らしており、全員が兄弟思い。父母は既に故人。以前は叔父の元に世話になった事がある。
三浦 千春（みうら ちはる）
三浦三兄弟の次男。中学生。
多少生意気だが、かなりのしっかり者で、場合によっては自身もバイトして生活費を稼ぎたいと千秋に発言したり、優柔不断な兄を叱咤し恋愛事情にも助け船を出す。
三浦 千夏（みうら ちなつ）
三浦三兄弟の三男。小学生。
純粋な性格だが、かわいい容姿とは裏腹に、時おり歯に衣着せぬ発言をすることがある。タワーマンションに住む友人を羨ましがり、自身も住みたいと思っている。

### 正義管理部
特殊能力を人々のために使うヒーロー達が所属する機関。通称・正管（せいかん）。ジャスティスマネジメントチーム(JMT)とも呼称される。
只野 氷一郎（ただの ひょういちろう）
警視庁警備局正義管理部情報第二担当理事官。千秋を正義管理部に引き抜き直属の上司となる。普段はスケベな性格だが、時より冷徹かつ非情な一面を見せる事もある。
本気でプロポーズした風俗嬢に振られ、後に白沢天音としてVtuberデビューする。
最終的に千秋の誠意ある行動に心を打たれることでヒーローと認め、正式に彼を正義管理部の正規職員に迎え入れる。
大島 なぎさ（おおしま なぎさ）
警視庁警備局正義管理部捜査官。好戦的かつ暴力的な性格として組織内でも有名な女性ヒーロー。
生身の状態で象怪人である旭山を片手で持ち上げるほどの剛力を持ち、ジェリーと互角に戦えるだけの実力がある。また性欲も旺盛で、たびたび千秋に絡みペニスを咥えようとしたり、居酒屋店主に迫るなど、常に欲望に忠実。
歓迎会の帰り途中の千秋達との鉢合わせの際に抵抗しない旭山を一方的に痛めつける暴挙は、千秋が一度、自身が正義か悪か苦悩する要因となった。
最終的に、特解のテロを利用した罪で逮捕される。
美保野 純（みほの じゅん）
警視庁警備局正義管理部捜査官。新設されたニャンニャン正管隊ネコレンジャーと呼ばれるヒーローチームの一員で、ネコピンクを担当する。
普段はコスプレイヤーで、千秋の女装もコスプレ（男の娘）と思っている。
千秋の住むアパートに隣人として入居し彼に一目惚れする。処女であり性知識に疎いが、チームメイトであるネコブルーの協力を得て、千秋をものにしようと画策する。
恋敵であるマリコと敵対し、千秋と彼女の関係を破壊することに成功するが、最終的には千秋の誠実を目の当たりにして絶望する。
五月（さつき）
警視庁警備局正義管理部捜査官。ニャンニャン正管隊ネコレンジャーの一員で、ネコブルー担当。
魅惑的なスタイルを持つセクシーな女性で、極めて露出度の高い服装を好む。
たびたび純から恋愛相談を持ち掛けられ、かなり強引なセックステクニックを用いて助言する。また純の主張する千秋のペニスに興味を持ち、2人がかりで強引に迫った末、その姿をマリコに目撃されてしまう。
レッド
警視庁警備局正義管理部捜査官。ニャンニャン正管隊ネコレンジャーの一員で、ネコレッド担当。
出世欲が強く、新設チームに与えられたチャンスとしてジェリーを捕まえることを提案する。
イエロー
警視庁警備局正義管理部捜査官。ニャンニャン正管隊ネコレンジャーの一員で、ネコイエロー担当。
小太りで猫舌。妙な方言を使う。
ブラック
警視庁警備局正義管理部捜査官。ニャンニャン正管隊ネコレンジャーの一員で、ネコブラック担当。
基本的に無口だが、急に饒舌になる。
ヒーロー（名称不詳）
只野の部下でもあり、第1話よりたびたび登場する爆乳の女性ヒーローだが、その正体は謎。無口。
星龍を一撃で殺し旭山を圧倒する戦闘力を持つ一方で、抵抗しない相手には危害を加えない。現場へはヘリコプターから落下して向かう。

### 特解戦線
弱者救済を目的とする悪の組織。正式名称は特殊能力解放戦線。傘下にSALFカンパニーという企業などがある。国家機密として特殊能力の隠蔽を指揮する正管とは「特殊体質危機」と呼ばれる時期より対立している。
ジェリー・E・フィッシュ
特解戦線の大幹部。正管の最重要ターゲットであり、ヒーローを上回る戦闘力と指導力、影響力を持つ。武器は電撃鞭。
その正体は渥美マリコであり、偶然バッグの中に入っていた鞭から千秋に勘付かれ、後に逮捕へと繋がる。
是枝（これえだ）
特解戦線の幹部。ジェリーの片腕として、彼女の命令を伝達する。
実は千秋と同じく正管から送られたスパイであり、大島と組んで暗躍していた。
後に、煮え切らない上層部に発破をかけるため、特解の目論むテロを利用しビルを爆破、逮捕される。
旭山（あさひやま）
特解戦線の一員。改造手術を受けた象の怪人で、ヒーロー並みの力や様々な技を持ち、語尾に「パオ」を付ける。必殺技は鼻水を放水車のごとくぶっかけるスプラッシュエレファント。
千秋の演じる設定に同情し、彼の活躍を特解の目的である弱者救済の象徴として評価するなど、性格は心優しい。
元は動物園の飼育員をしていたが、可愛がっていたヤギを殺された過去を持つ。
ビル爆破事件後、既に執行猶予付きの判決を受けており、それを機に組織内にホスピタルクラウン部署を作って病院等で活動している。
キャラクターデザインは真島ヒロによるもの。
コバーン
特解戦線特捜部第7班のメンバー。日本語は解すが喋らない。
その正体は、幹部直轄の命令で動く特解の最終兵器ザ・イレイザー。掃除屋と呼ばれ邪魔者を排除する存在で、ヒーロー化した大島を片手で制圧する戦闘力を持つ。
基本的に狙われた者の命は無いが、是枝と大島に限っては警察に突き出した。
ポっさん（ポチ）
特解戦線特捜部第7班のメンバー。犬。特別な力はないが人語を解す。
ビル爆破事件後、巻き込まれた星龍をの帰りを待ち続け、街の名物となっている。
参謀（名称不詳）
覆面に眼鏡を掛け、スーツを着た初老の男性。
常に正義管理部から送り込まれたスパイのスマホをハッキングして動向を注視し、ジェリーに報告している。

### 周辺の人々
焼き鳥屋ジェイソンの店主
千秋行きつけの居酒屋・焼き鳥屋ジェイソンを経営する中年男性。コスプレ好きで純に撮影を依頼するなど彼女と気が合う。
風俗嬢
只野が通う風俗店の女性。只野考案の設定や衣装でイメージプレイをたびたび行っている。後に只野からプロポーズを受け、姿をくらます。
辻井
漫画誌・イヌニングの編集者。極度の露出癖がある。

## 書誌情報
- 平本アキラ『RaW HERO』講談社〈イブニングKC〉、全6巻
  1. 2019年2月22日発売[7]、ISBN 978-4-06-514552-4
  2. 2019年6月21日発売[8]、ISBN 978-4-06-516076-3
  3. 2019年9月19日発売[9]、ISBN 978-4-06-517257-5
  4. 2020年1月23日発売[10]、ISBN 978-4-06-518282-6
  5. 2020年5月22日発売[11]、ISBN 978-4-06-519584-0
  6. 2020年9月23日発売[12]、ISBN 978-4-06-520715-4